# In the Wake of Poseidon
In the Wake of Poseidon – drugi album studyjny zespołu King Crimson, wydany 15 maja 1970 roku w Wielkiej Brytanii przez Island Records (ILPS 9127), a w Stanach Zjednoczonych przez Atlantic Records (SD 8266).
Album do 4. (najwyższego w historii zespołu) miejsca na brytyjskich listach przebojów. Był kilkakrotnie wznawiany, między innymi w 2005 (30th Anniversary Edition) i 2010 roku (40th Anniversary Series).

## Album

### Historia
Skład, w którym King Crimson nagrał swój debiutancki album, przestał istnieć w grudniu 1969 roku, w trakcie trasy koncertowej po Stanach Zjednoczonych, zapoczątkowanej w październiku. Pierwszy odszedł Ian McDonald, zmęczony trudami trasy i rozłąką z najbliższymi. Pociągnął za sobą Michaela Gilesa, z którym później utworzył duet McDonald & Giles. Odszedł też Greg Lake przyjmując propozycję Keitha Emersona, tworzącego nowy zespół (nazwany później Emerson, Lake & Palmer). W jego ślady chciał pójść Fripp, ale nie został zaakceptowany. Sam z kolei odrzucił ofertę wstąpienia do zespołu Yes. W tej sytuacji postanowił reaktywować King Crimson nie mając świadomości, że bez jego wiedzy jego menadżerowie, David Enthoven i John Gaydon zaangażowali nowego wokalistę Eltona Johna. Niezadowolony Fripp po pierwszej wspólnej probie zrezygnował jego usług. Był jednak pod presją, ponieważ wytwórnia Island Records nalegała na nagranie kolejnego albumu studyjnego. Po dłuższych poszukiwaniach  zwrócił się o pomoc do Michaela i Petera Gilesów oraz do Lake’a. Wszyscy wyrazili zgodę, a Lake jako zapłaty zażądał sprzętu nagłaśniającego King Crimson. Skład uzupełnił pianista Keith Tippett (oraz, anonimowo: Keith Emerson i Jon Hiseman), po czym zespół na początku 1970 roku zarejestrował dwa utwory, „Cat Food” i „Groon”, które zostały wydane jako singiel w marcu. Następnie przystąpił do nagrywania nowego albumu w Wessex Sound Studios. Skład w studiu uzupełnili dodatkowi muzycy: saksofonista i flecista Mel Collins oraz przyjaciel Frippa z dzieciństwa, wokalista i basista Gordon Haskell. Album, zatytułowany In the Wake of Poseidon, z okładką zaproponowaną przez Petera Sinfielda, ukazał się w maju.

#### Wznowienia
Brytyjskie wydanie zostało wznowione w 1977 roku nakładem Polydor Records, a następnie w 1986 roku w Europie wspólnie przez E.G. i Virgin. W tym samym roku E.G. wydała w Stanach Zjednoczonych album w wersji CD (z adnotacją: „Made in Japan” na dysku).
W marcu 2000 roku wytwórnie Caroline i Virgin wydały album w wersji zremasterowanej, 24-bitowej. Wersja wydana 15 marca 2005 roku w serii 30th Anniversary Edition zawiera dwa dodatkowe utwory: „Cat Food (wersja singlowa)” i „Groon (strona B singla)”.
Kolejne wznowienie albumu pojawiło się w październiku 2010 roku w serii King Crimson 40th Anniversary Series. Wydawnictwo zawiera miks stereo w systemie 5.1 surround autorstwa Stevena Wilsona i Roberta Frippa z dodatkowymi utworami, w tym interpretacją wokalną „Cadence And Cascade” autorstwa Grega Lake’a, nowy miks „Groon” (strona B „Cat Food”) i nowo zmiksowaną alternatywną wersją „Peace: An Ending”. Ponieważ nie udało się znaleźć taśmy z utworem „The Devil's Triangle”, dołączono oryginalne stereo, aby zachować oryginalną kolejność odtwarzania. Na płycie DVD-Audio znalazł się miks 5.1 autorstwa Stevena Wilsona, z utworem „The Devil's Triangle” zmiksowanym do wersji 5.1 przez Simona Heywortha, wersje stereo w wysokiej rozdzielczości z 30. rocznicowego mastera stereo oraz szereg innych ujęć sesyjnych, prób i miksów. Na okładce umieszczono notatki Sida Smitha.

### Okładka
Okładkę albumu stanowi obraz „The 12 Archetypes” („12 archetypów”) lub „The 12 Faces of Humankind” („12 twarzy ludzkości”) autorstwa holenderskiego malarza Tammo De Jongha, pochodzący z 1967 roku:

#### 12 twarzy
1. „The Fool” (Fire and Water) „Głupiec”: Roześmiany jegomość ze zmierzwioną brodą i wiankiem z kwiatów na głowie
2. „The Actress” (Water and Fire) „Aktorka”: młoda Egipcjanka, łzy w oczach, długie, perłowe kolczyki w uszach, na szyi perłowe korale
3. „The Observer” (Air and Earth) „Obserwator”: typ naukowca, okulary oparte na czole, łysiejący, z siwymi włosami na skroniach, zamyślony, masujący palcami podbródek, ciepły uśmiech na twarzy
4. „The Old Woman” (Earth and Air) „Staruszka”: kobieta z zawiniętą na głowie chustką
5. „The Warrior” (Fire and Earth) „Wojownik”: Ciemna, władcza twarz, pomalowana na czerwono, okolona gęstą, czarną brodą; wyszczerzone w uśmiechu zęby, na głowie stalowy hełm z czerwonymi rogami
6. „The Slave” (Earth and Fire) „Niewolnik”: Murzyn z okrągłymi, złotymi kolczykami w uszach i mniejszym kolczykiem w nozdrzach, usta pomalowane na czerwono, wpółprzymknięte oczy, na twarzy zagadkowy uśmiech
7. „The Child” (Water and Air) „Dziecko”: niewinna dziewczynka, delikatny, słodki uśmiech na buzi, długie, złote włosy z przedziałkiem pośrodku, upięte dwiema kokardkami po bokach, błękitne oczy, na szyi łańcuszek z zawieszonym kluczem
8. „The Patriarch” (Air and Water) „Patriarcha”: stary filozof, pociągła twarz, długie, siwe włosy i takaż broda i wąsy, oczy uporczywie patrzące przed siebie, brwi zmierzwione na kształt wachlarza
9. „The Logician” (Air and Fire) „Logik”: naukowiec (a może czarownik?) pociągła twarz, ciemne włosy, długa, ciemna broda, okulary na szeroko otwartych oczach, uporczywie w coś wpatrzonych, lewa ręka, uniesiona do góry, rozsypująca gwiazdy
10. „The Joker” (Fire and Air) „Błazen”: roześmiana twarz w czerwono-złotym blasku pochodni, przymrużone oczy, trójkątny kapelusz na głowie.
11. „The Enchantress” (Water and Earth) „Czarująca”: smutna dziewczyna, wodniste oczy, patrzące daleko przed siebie, długie, ciemne włosy, rozwiane przez wiatr, mieniące się w świetle księżyca, przezierającego zza chmur
12. „Mother Nature” (Earth and Water) „Matka-Natura”: śpiąca w wysokiej trawie, twarz pośród kwiatów i fruwających motyli

#### Rozmieszczenie wizerunków na okładce
| Awers: od góry od lewej: | Rewers: od góry od lewej: |
| ------------------------ | ------------------------- |
| Dziecko, Czarująca       | Logik, Patriarcha         |
| Głupiec, Aktorka         | Obserwator, Staruszka     |
| Wojownik, Błazen         | Matka-Natura, Niewolnik   |

### Muzyka
Album wzbudził podobne odczucia, jak album debiutancki, również niektóre jego utwory przypominały te z „In the Court of the Crimson King”. Z powodu presji czasowej Fripp wykorzystał schemat pierwszego albumu jako punkt wyjścia łącząc najlepsze, stare pomysły z kilkoma nowymi, stworzonymi pospiesznie. Jako autor zdominował cały album, z Sinfieldem jako współproducentem. Pewne ślady pozostawił po sobie również McDonald (utwór „Merday”), w okresie, kiedy był jeszcze członkiem zespołu. Cały album spina temat „Peace”, śpiewany przez Lake’a. Utwór tytułowy został zinstrumentowany z orkiestrowym rozmachem z dysonansowym wstawkami. „Cadence and Cascade” ma charakter lirycznej piosenki, natomiast inne utwory są swobodnymi, anarchicznymi kompozycjami jak „Garden of Worm”, wzbogacony w kakofonicznym finale cytatem „The Court of the Crimson King”.

### Lista utworów
| 1. | Peace – A Beginning Fripp/Sinfield                               |  |
|    |                                                                  |  |
| 2. | Pictures of a City” (including 42nd at Treadmill) Fripp/Sinfield |  |
|    |                                                                  |  |
| 3. | Cadence and Cascade” Fripp/Sinfield                              |  |
|    |                                                                  |  |
| 4. | In the Wake of Poseidon (Including Libra's Theme) Fripp/Sinfield |  |
|    |                                                                  |  |

| 1. | Cat Food Fripp/Sinfield/McDonald |  |
|    |                                  |  |
| 2. | The Devil's Triangle Fripp       |  |
|    |                                  |  |
| 3. | Merday Morn Fripp/McDonald       |  |
|    |                                  |  |
| 4. | Hand of Sceiron Fripp            |  |
|    |                                  |  |
| 5. | Garden of Worm Fripp             |  |
|    |                                  |  |
| 6. | Peace – An End Fripp/Sinfield    |  |
|    |                                  |  |

| 1. | Peace – A Beginning Fripp, Sinfield                               | 0:37  |
|    |                                                                   |       |
| 2. | Pictures of a City” (including 42nd at Treadmill) Fripp, Sinfield | 8:12  |
|    |                                                                   |       |
| 3. | Cadence and Cascade” Fripp, Sinfield                              | 4:32  |
|    |                                                                   |       |
| 4. | In the Wake of Poseidon (Including Libra's Theme) Fripp, Sinfield | 8:26  |
|    |                                                                   |       |
|    |                                                                   | 21:47 |
|    |                                                                   |       |

| 1. | Peace – A Theme Fripp                                                                               | 1:14  |
|    | |       |
| 2. | Cat Food Fripp/Sinfield/Ian McDonald                                                                | 4:52  |
|    | |       |
| 3. | The Devil's Triangle A. Merday Morn Fripp/McDonald B. Hand of Sceiron Fripp C. Garden of Worm Fripp | 11:25 |
|    | |       |
| 4. | Peace – An End Fripp/Sinfield                                                                       | 1:58  |
|    | |       |
|    | | 19:29 |
|    | |       |

#### Twórcy
- Robert Fripp – gitara, melotron
- Greg Lake – śpiew
- Michael Giles – perkusja
- Peter Giles – gitara basowa
- Keith Tippett – pianino
- Mel Collins – saksofon, flet
- Gordon Haskell – śpiew (w „Cadence and Cascade”)
- Peter Sinfield – teksty

Oba wydania różnią się od siebie: utwór tytułowy, „In the Wake of Poseidon” w wersji Atlantic jest o 30 sek. dłuższy od tego w wersji Island.

### CD (30th Anniversary Edition)
Wersja cyfrowa, HDCD, zremasterowana, wydana 15 marca 2005 roku przez Discipline Global Mobile w ramach jubileuszowej serii wydawniczej 30th Anniversary Edition

| 1.  | Peace – A Beginning Fripp, Sinfield                                                     | 0:50  |
|     |                                                                                         |       |
| 2.  | Pictures of a City (including 42nd at Treadmill) Fripp, Sinfield                        | 8:01  |
|     |                                                                                         |       |
| 3.  | Cadence and Cascade Fripp, Sinfield                                                     | 4:38  |
|     |                                                                                         |       |
| 4.  | In the Wake of Poseidon (Including Libra's Theme) Fripp, Sinfield                       | 7:56  |
|     |                                                                                         |       |
| 5.  | Peace – A Theme Fripp                                                                   | 1:15  |
|     |                                                                                         |       |
| 6.  | Cat Food Fripp/Sinfield/Ian McDonald                                                    | 4:54  |
|     |                                                                                         |       |
| 7.  | The Devil's Triangle Fripp/McDonald A. Merday Morn B. Hand of Sceiron C. Garden of Worm | 11:37 |
|     |                                                                                         |       |
| 8.  | Peace – An End Fripp/Sinfield                                                           | 2:54  |
|     |                                                                                         |       |
| 9.  | Cat Food (Single Version)                                                               | 2:47  |
|     |                                                                                         |       |
| 10. | Groon (Single B side)                                                                   | 3:31  |
|     |                                                                                         |       |
|     |                                                                                         | 48:23 |
|     |                                                                                         |       |
24-bitowy remastering zrealizowali Robert Fripp i Simon Heyworth w Chop 'Em Out, w dniach 6-10 września 1999 roku. Utwory 9 i 10 to utwory bonusowe wzięte z oryginalnego, 7-calowego singla.

### CD+DVD (King Crimson 40th Anniversary Series)
Wersja zremasterowana, wydana 4 pazdziernika 2010 roku przez Discipline Global Mobile w ramach jubileuszowej serii wydawniczej King Crimson 40th Anniversary Series

#### CD
2010 Stereo Mix
1. Peace – A Beginning
2. Pictures Of A City
3. Cadence And Cascade
4. In The Wake Of Poseidon
5. Peace – A Theme
6. Cat Food
7. The Devil's Triangle (Part I)
8. The Devil's Triangle (Part II)
9. The Devil's Triangle (Part III)
10. Peace – An End

Nagrane z oryginalnych dźwiękowych taśm-matek
Bonus Tracks
11. Groon (2010 Mix)

12. Peace: An End (alternate mix)

13. Cadence & Cascade (Greg Lake Guide Vocal)

#### DVD
| MLP Lossless 5.1 Surround DTS 5.1 Digital Surround Original album 1. Peace – A Beginning 2. Pictures Of A City 3. Cadence And Cascade 4. In The Wake Of Poseidon 5. Peace – A Theme 6. Cat Food 7. The Devil's Triangle (Part I) 8. The Devil's Triangle (Part II) 9. The Devil's Triangle (Part III) 10. Peace – An End 11. Groon - Zmiksowane i wyprodukowane przez Stevena Wilsona z oryginalnych wielościeżkowych taśm z wyjątkiem utworów 7–9 - Zmiksowane do formatu 5.1 z oryginalnej taśmy-matki stereo przez Simona Heywortha w Super Audio Mastering - Producent wykonawczy – Robert Fripp | MLP Lossless Stereo (24/96) PCM Stereo 2.0 (24/48) 2010 New stereo mix 1. Peace – A Beginning 2. Pictures Of A City 3. Cadence And Cascade 4. In The Wake Of Poseidon 5. Peace – A Theme 6. Cat Food 7. The Devil's Triangle (Part I) 8. The Devil's Triangle (Part II) 9. The Devil's Triangle (Part III) 10. Peace – An End 11. Groon - Utwory 1–6, 10, 11: produkcja i miks – Steven Wilson i Robert Fripp - Utwory 7–9: produkcja – Fripp, Sinfield (miks oryginalnego albumu) |

## Odbiór

### Opinie krytyków
| Oceny łączne                      | Oceny łączne |
| Publikacja                        | Ocena        |
| --------------------------------- | ------------ |
| Album of the Year                 | 70/100       |
| Recenzje                          |              |
| Publikacja                        | Ocena        |
| AllMusic                          | [ 16 ]       |
| All About Jazz                    | [ a ] [ 17 ] |
| PopMatters                        | 8/10         |
| Robert Christgau                  | C+           |
| The New Rolling Stone Album Guide | [ 20 ]       |
| Sputnikmusic                      | 4.0/5.0      |
| Tylko Rock                        | 4.25/5       |
| Teraz Rock                        | [ 23 ]       |
| Uncut                             | 8/10         |

Album otrzymał średnią ocenę 70 na 100 na podstawie 4 recenzji krytycznych w podsumowaniu Album of the Year.
„In The Wake of Poseidon jest bardziej prog-rockowym dziełem z epoki, charakterystycznym dokumentem rodzaju muzyki, która już nie jest tworzona” – twierdzi Sean Murphy z magazynu PopMatters.
W opinii Bruca Edera z AllMusic „Ta płyta nie wkracza wystarczająco na nowy grunt, by konkurować z In the Court of the Crimson King. Fripp dokonał jednak impresyjnego pokazu przekształcając materiał, który funkcjonował na scenie („Mars” znany też jako „The Devil's Triangle”) w realne kreacje studyjne, a „Cadence and Cascade” to być może najładniejszy utwór, jaki grupa kiedykolwiek stworzyła.
„Czy jest więc [In the Wake of Poseidon] tak dobry jak triumfalny In the Court of the Crimson King?” – pyta w podsumowaniu swojej recenzji SgtPepper ze Sputnikmusic i odpowiada: „Nie, ale to fantastyczny album. Cień, jaki In the Court of the Crimson King rzuca na wszystkie albumy grupy, jest trudny do usunięcia. In the Wake of Poseidon jest czasami odrzucany jako jeden z mniej udanych albumów King Crimson z lat 70-tych i tak naprawdę nie jest tak dobrze oceniany jak In the Court of the Crimson King.
Jordan Babula z miesięcznika Teraz Rock zastanawia się, dlaczego „Fripp – wieczny niszczyciel form – postanowił nagrać tak zachowawczą płytę (…) w pewnym sensie bardzo podobną do swej poprzedniczki”. Jako przykład zestawia „Pictures of a City” z „21st Schizoid Man”, „Cadence and Cascade” z „I Talk to the Wind” i utwór tytułowy z „Epitaph”. Wyróżnia też improwizowany „The Devil’s Triangle”. Jak zauważa w podsumowaniu, album mógł się podobać ówczesnym fanom zespołu, zaś dla dzisiejszych (2005) jest ważny ze względu na jeden utwór, „niesamowity, dziwny, absurdalny „Cat Food””.
Robert Christgau ocenia, że drugi album zespołu „jest bardziej zagmatwany koncepcyjnie niż In the Court of the Crimson King”. Podkreśla, że muzycy „władają wachlarzem stylów”, a „poza tym potrafią grać: pochwały dla perkusisty Michaela Gilesa i gitarzysty Roberta Frippa”.

### Listy tygodniowe
| Kraj              | Lista           | Pozycja |
| ----------------- | --------------- | ------- |
| Kanada            | RPM 100 Albums  | 28      |
| Stany Zjednoczone | Billboard 200   | 31      |
| Wielka Brytania   | UK Albums Chart | 4       |